# Leucotelia ochreoplagata
Leucotelia ochreoplagata là một loài bướm đêm trong họ Noctuidae.